# St. Marien Liebfrauen (Berlin-Kreuzberg)

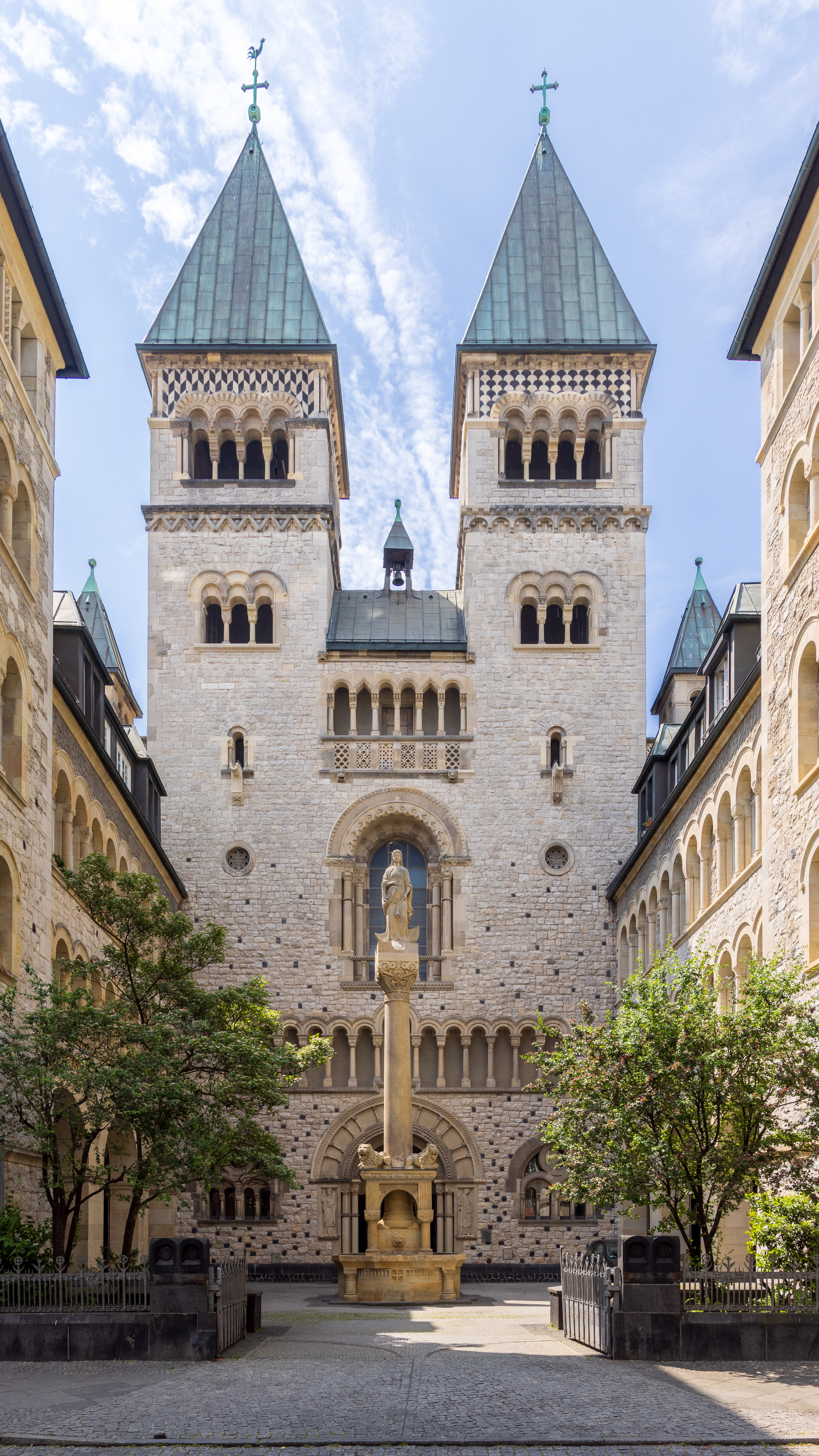
Kirche St. Marien Liebfrauen, Blick über den Kirchenvorplatz auf den Doppelturmbau

Die Kirche St. Marien Liebfrauen, ursprünglich nur Liebfrauenkirche (nach Unsere liebe Frau), auch St. Marien bzw. St.-Marien-Liebfrauen-Kirche, ist eine römisch-katholische Kirche in der Wrangelstraße im Berliner Ortsteil Kreuzberg des Bezirks Friedrichshain-Kreuzberg.  Sie wurde 1905 geweiht und trägt das Patrozinium der Maria (Mutter Jesu). Die Kirche überdauerte die beiden Weltkriege relativ unversehrt und steht heute unter Denkmalschutz.

## Geschichte

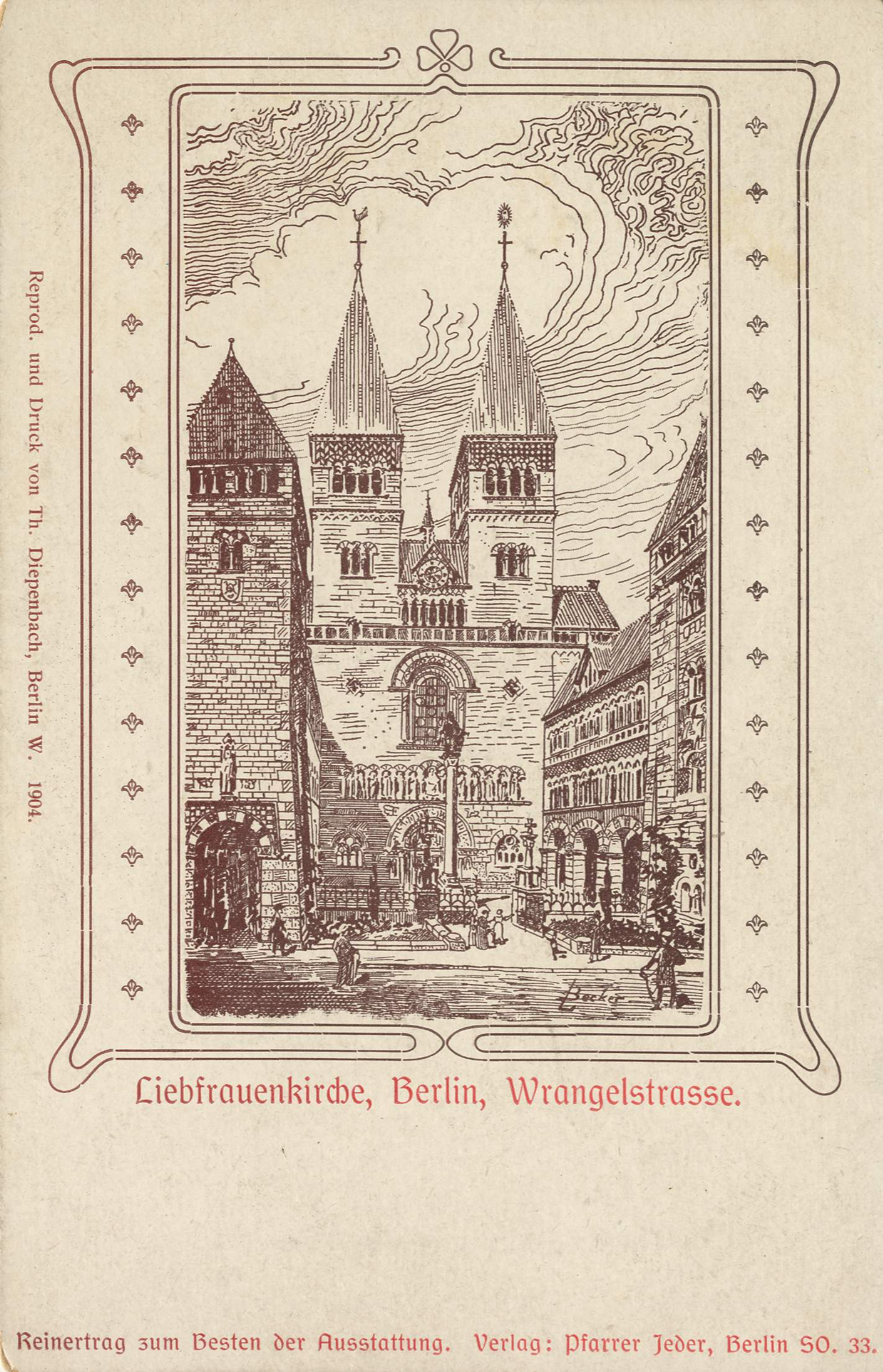
Liebfrauenkirche auf einer Spendenkarte aus dem Jahr 1904

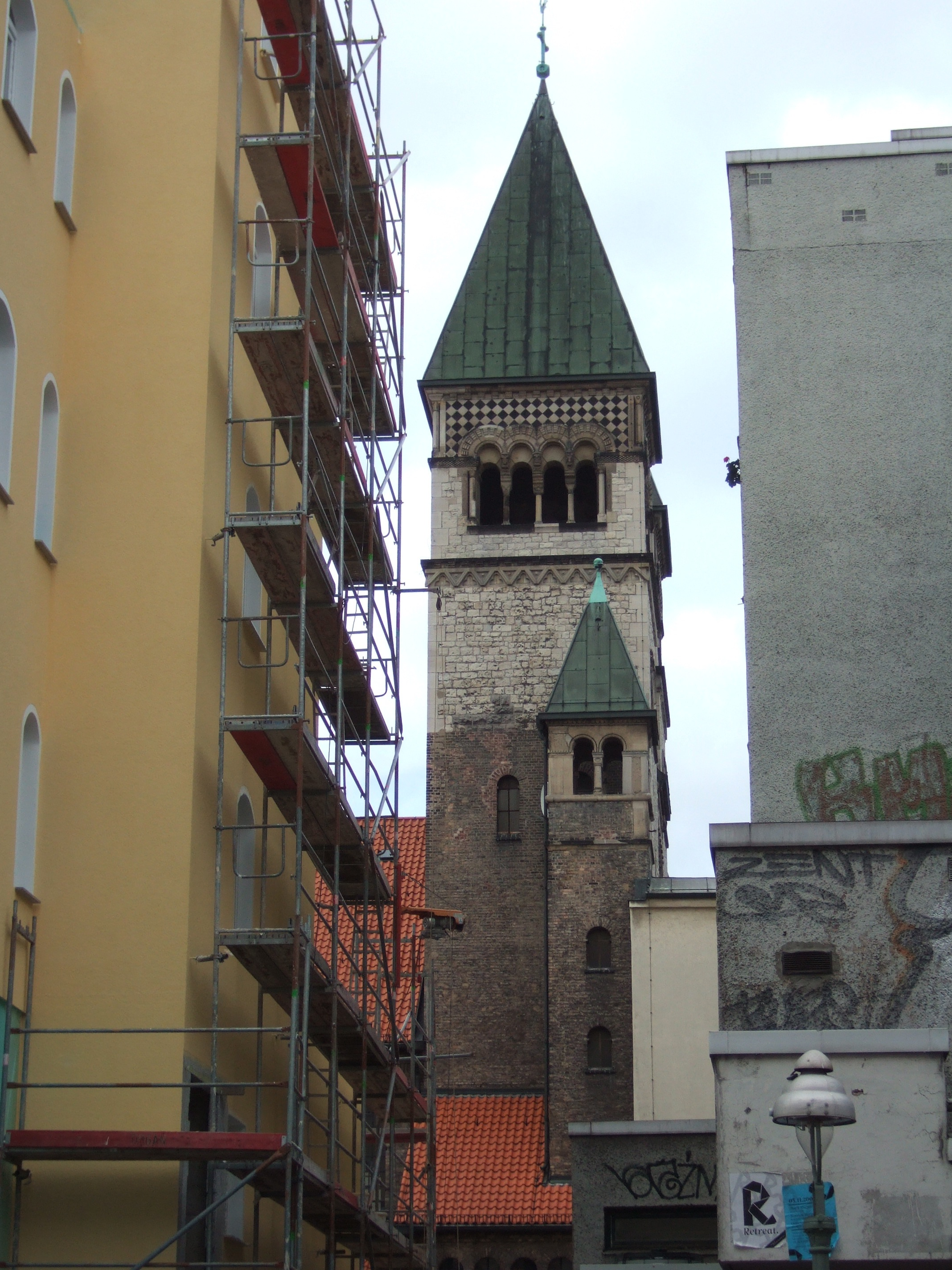
Seitenansicht des linken Turms

Für den Bau des Kirchengebäudes hatte die Gemeinde erfolgreich Spenden gesammelt. Der Architekt plante ein Gotteshaus im neoromanischen Baustil, für den die Abtei Maria Laach in der Eifel Vorbild war. Obwohl die Kirchengemeinde bereits 1895 aus der Pfarrei St. Michael ausgegründet worden war, konnte sie erst zehn Jahre später ein eigenes Gotteshaus beziehen. Das wurde in den Jahren 1904–1906 nach den Plänen und unter Leitung des Mainzer Dombaumeisters Ludwig Becker errichtet. Die Kirchweihe hielt der Breslauer Kardinal-Fürstbischof Georg Kopp, zu dessen Bistum Berlin damals gehörte, am 14. August 1905 im Beisein von Vertretern der Gemeinde, von Politikern und dem Prinzen Eitel-Friedrich als Abgesandter des Königshauses.
Die Kirchenkuppel wurde gegen Ende des Zweiten Weltkriegs beschädigt und nur vereinfacht wiedererrichtet. Die St.-Marien-Kirche konnte nach dem Mauerfall und dem Zusammenwachsen von Ost- und Westberlin im Jahr 1993 umfassend renoviert werden. Die vom Berliner Senat mitfinanzierten Renovierungsarbeiten am Kirchenvorplatz und dem Marienbrunnen in dessen Zentrum wurden 2001 vollendet. Die Kirche verfügt über eine Steinmeyer-Orgel aus dem Jahr 1914. In den 1990er-Jahren wurde sie mit Bildwerken der zeitgenössischen Kunst ausgestattet.

2000 wurde die Pfarrei St. Michael (Kreuzberg) mit der Pfarrei St. Marien Liebfrauen fusioniert. Seit dem 1. Januar 2021 bildet die Gemeinde zusammen mit den Gemeinden St. Hedwig, Herz Jesu (Prenzlauer Berg) und St. Bonifatius (Kreuzberg) die durch Fusion neu errichtete Pfarrei Bernhard Lichtenberg Berlin Mitte (Erzbistum Berlin); Pfarrkirche ist St. Bonifatius. Zur Pfarrei gehören auch die Kirchen St. Adalbert, St. Michael (Berlin-Mitte) und die Johannes-Basilika.

## Beschreibung

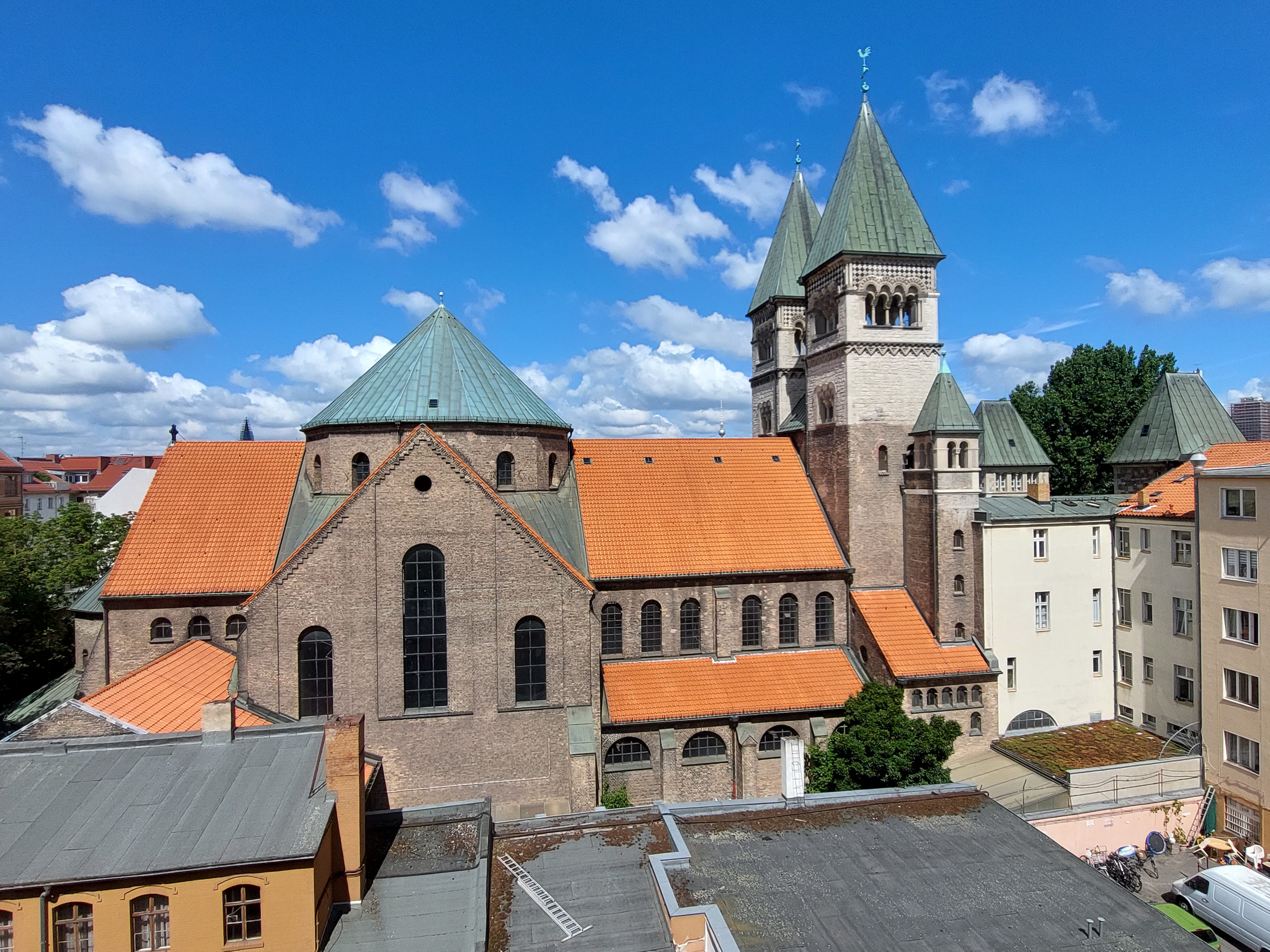
Ansicht von Südosten

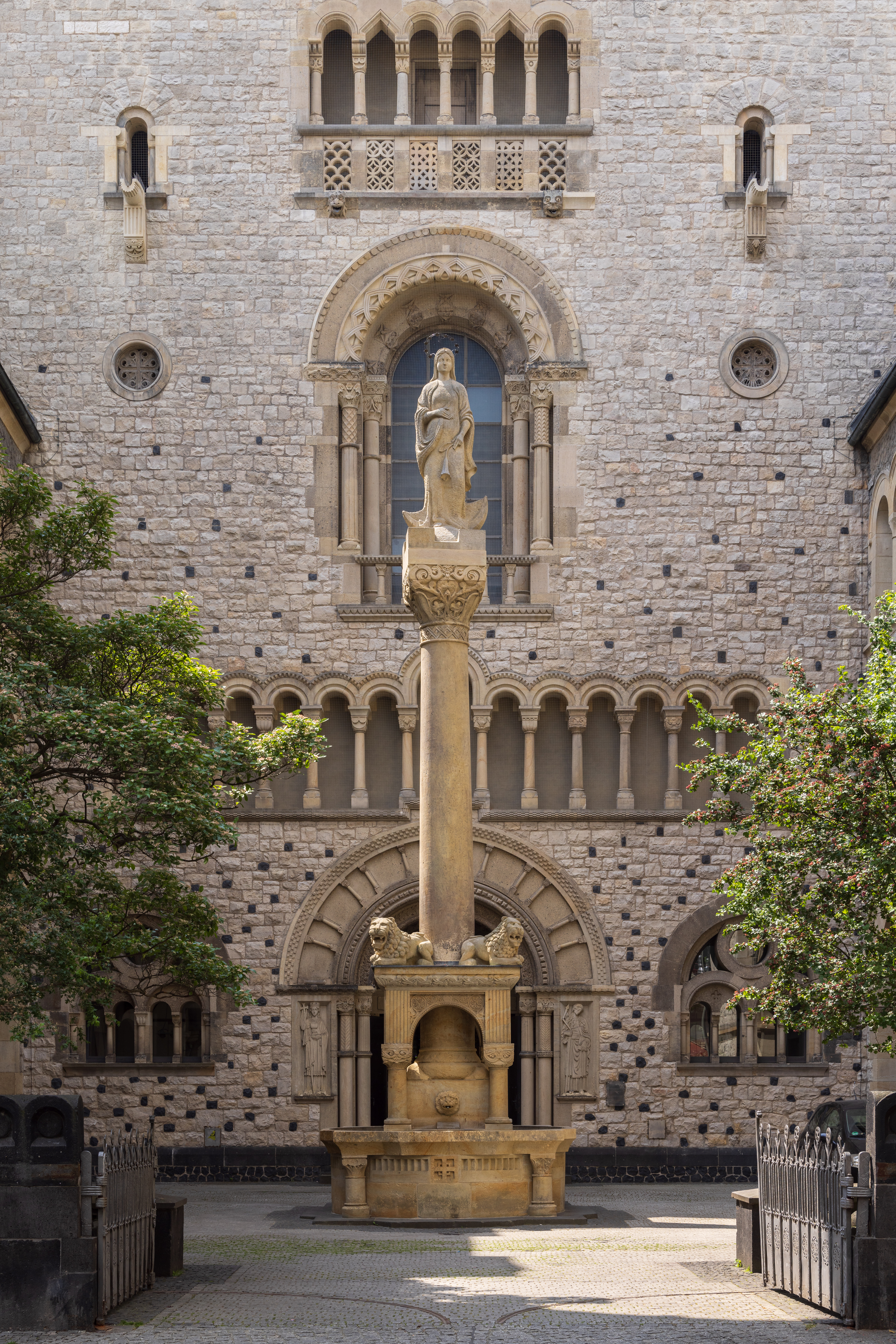
Mariensäule mit Brunnen auf dem Kirchenvorplatz

Der dreischiffige Kirchenbau ist mit Naturstein verblendet und wird an der Straßenfront von Wohnbauten flankiert. Der Bau hat die Form einer Basilika mit einer steilen Doppelturmfassade, die in Quaderwerk ausgeführt ist. Seitenflügel des Kirchenschiffes umschließen einen atriumähnlichen Hof. Die Kirchenmauern sind drei Stockwerke hoch, in der ersten Etage zieht sich ein offener Arkadengang um den Hof herum. Im Zentrum des Hofes befindet sich ein als Mariensäule ausgeführter Schmuckbrunnen mit rechteckiger Grundfläche, darüber erhebt sich eine Sandsteinsäule mit einer Marienfigur obenauf. 
Das rundbogige Hauptportal wurde unter einem großen Mittelfenster angeordnet, dazwischen erstreckt sich an der Wand ein Relief mit der Allegorie Ecclesia und Synagoge. Der Hauptkirchenraum ist dreischiffig und mit einem Tonnengewölbe abgeschlossen, das auf monumentalen Säulen ruht. Die Säulenkapitelle sind denen der Hamerslebener Klosterkirche nachgebildet. Der Chor besteht aus einer eingezogenen Apsis und einem Chorumgang.
 

Zur Innenausstattung gehören ein Altarretabel im Stil rheinischer Schreinerkunst (anfänglich mit einem Ziborium) und zwei Flügelaltäre mit Josef und Maria im Zentrum, die um 1905 in Art der Colmarer Schule gefertigt worden waren.

## Gemeindeleben

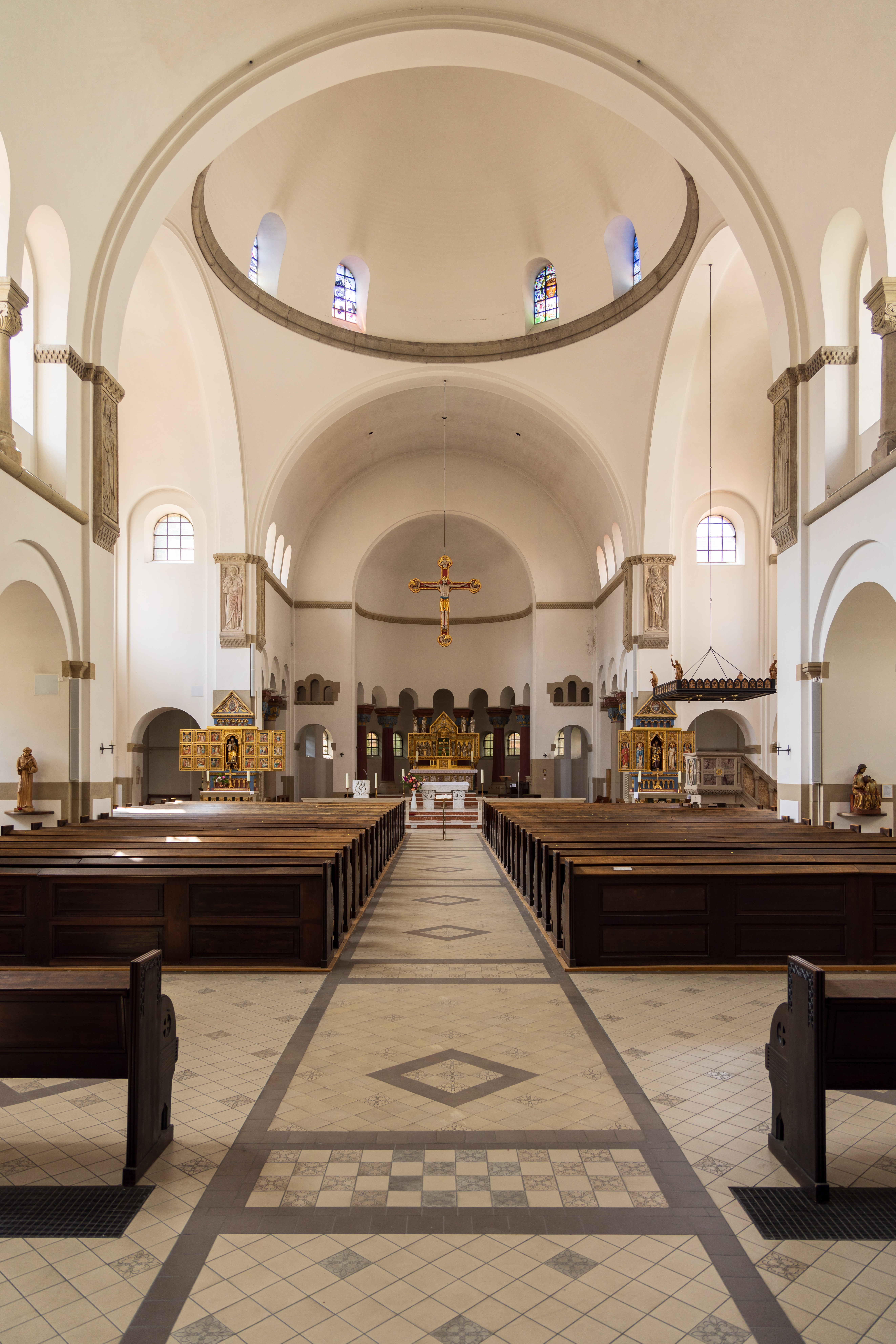
Innenansicht mit Blick zum Altar

In den zur Kirche gehörenden Gebäuden leben zwei Kommunitäten von Ordensschwestern: Seit 1983 gibt es eine Gemeinschaft der Mutter-Teresa-Schwestern und seit 1995 eine Gruppe der Sießener Franziskanerinnen.
In St. Marien Liebfrauen ist die römisch-katholische tamilische Gemeinde Berlins beheimatet, außerdem eine Gruppe der Gemeinschaft Sant’Egidio.
Die Gemeinde St. Marien veranstaltet mindestens einmal jährlich ein ökumenisches Fest zusammen mit der St.-Josef-Gemeinde Weißensee und der evangelischen Gemeinde der Martin-Luther-King-Kirche.
Angesichts der Lage der Kirche nahe an sozialen Brennpunkten engagieren sich die Gemeinde und die Ordensfrauen in verschiedenen sozialen Projekten wie einer Suppenküche, Treffpunkten für Bedürftige und Angeboten der Obdachlosenhilfe.